# Отто фон Мюнхгаузен
Барон Отто фон Мюнхгаузен (нім. Otto von Münchhausen, 11 червня 1716 — 13 липня 1774) — німецький ботанік, натураліст, письменник, ректор Геттінгенського університету.

## Біографія
Отто фон Мюнхгаузен народився в місті Гамельн 11 червня 1716 року.
Він отримав прекрасну підготовку та навчався в Геттінгенському університеті для вищої державної служби.
Але Мюнхгаузен не обмежився лише необхідністю професійного навчання, а також цікавився спеціальними природничими та математичними галузями знання.
Отто фон Мюнхгаузен листувався з видатним шведським вченим Карлом Ліннеєм з 18 квітня 1751 року до 24 липня 1773 року.
У 1764-1773 роках опублікував шеститомний твір Der Hausvater, який став скарбницею солідних знань і життєвої мудрості.
Отто фон Мюнхгаузен помер у місті Мехерніх 13 липня1774 року.

## Наукова діяльність
Отто фон Мюнхгаузен спеціалізувався на насіннєвих рослинах.

## Публікації
- Der Hausvater. 1764—1773[6].

## Вшанування
Рід рослин Munchausia L. був названий на його честь. Ця назва використовується як синонім роду Lagerstroemia L..